# ベイベイロン
ベイベイロン（学名：Beibeilong、「赤ん坊の竜」の意）は、後期白亜紀の中国河南省に生息していたカエナグナトゥス上科カエナグナトゥス科の恐竜の属。

## 発見と命名
中国の高溝層から1993年に、40センチメートルほどの大きさの、卵の中で丸くなっていたところの恐竜が発見された。当初は卵の大きさからテリジノサウルス類やティラノサウルス類の卵だと考えられていたが、巨大なオヴィラプトロサウルス類のギガントラプトルの発見により、オヴィラプトロサウルス類のものと考えられるようになった。後の研究によりオヴィラプトロサウルス類の新種であることが分かり、学名ベイベイロン・シネンシス（「中国の赤ん坊の竜」）として記載された。

## 特徴
卵の大きさは一般的なオヴィラプトロサウルス類の卵の7から20倍の大きさで、最大の縦の長さで60センチメートルほど、重さは6キログラムもあった。オヴィラプトロサウルス類としてはギガントラプトルに次ぐ大きさの成体になるのではないかと考えられており、約７.6メートルまで達したと推測されている。オヴィラプトロサウルス類と考えられる巨大な卵は中国だけでなく、モンゴルや韓国、アメリカでも発見されており、それらの地域にも大型の種がいたと考えられている。